# Deferred Action for Childhood Arrivals
Deferred Action for Childhood Arrivals (DACA) er en amerikansk indvandringspolitik, der omhandler de personer, som befinder sig ulovligt i USA som følge af, at de er blevet bragt til landet som børn. Politikken giver dels disse personer mulighed for at søge om at få deres status i forhold til deportation udskudt for en toårig periode, ligesom politikken endvidere berettiger personerne til at modtage arbejdstilladelse i USA. Modsat den såkaldte "DREAM Act", vil de berørte personer ikke opnå, eller få muligheden for at opnå amerikansk statsborgerskab (altså: "no path to citizenship"). Personerne vil derimod have mulighed for forny deres tilknytning til DACA-programmet, når den toårige periode er endt.
Politikken, som er et præsidentielt dekret, blev annonceret af præsident Barrack Obama d. 15 juni 2012. U.S. Citizenship and Immigration Services (USCIS) begyndte at acceptere ansøgninger til programmet d. 15. august 2012.
I november 2014 annoncerede præsident Obama, at han havde intentioner om at udvide DACA-programmet, således det ville dække flere udokumenterede immigranter. Dette skulle gøres gennem en ny planlagte politik (et præsidentielt dekret), som blev kendt under navnet "Deferred Action for Parents of Americans and Lawful Permanent Residents (DAPA)". DAPA-programmet var henvendt til immigranter, som siden 2010 kontinuerligt havde været bosiddende ulovligt i i USA, men som havde børn, der enten var amerikanske statsborgere eller havde permanent opholdstilladelse (green card). DAPA-programmet ville – ligesom DACA – udskyde de berørte immigranters status i forhold til deportation for en periode, ligesom immigranterne ville modtage midlertidig arbejdstilladelse i USA. Flere delstater sagsøgte med det samme Obama-administrationen for at forhindre, at DAPA-programmet blev effektiviseret. Sagen endte i en delt højesteret hvilket derved afstedkom, at DAPA-programmet aldrig blev effektiviseret. Eftersom lighederne mellem DAPA- og DACA-programmet var store, affødte DAPA-programmets juridiske tvister ligeledes en debat om DACA-programmet var forfatningsstridigt. 
Den 15. juli 2017 annoncerede Trump-administrationen, at de endegyldigt ville ophæve DAPA, omend administrationen undlod at ophæve DACA, da de stadig gennemgik dette program. I september 2017 annoncerede Trump-administrationen, at de havde planer om udfase DACA-programmet, hvilket med det samme gav anledning til forskellige sagsanlæg. Sagen endte på ny i den amerikanske højesteret, som i juni 2020 fastslog, at Trump-administrationens begrundelse for udfase DACA-programmet havde været mangelfuld og arbitrært, hvorfor administrationens planer om at udfase programmet ikke blev effektiviseret. Højesteret fastslog dog intet om gyldigheden af DACA-programmet, ligesom kendelsen ikke afgjorde, om administrationen kunne udfase programmet, hvis det havde fremsat en bedre begrundelse.

## Baggrund
Siden 1980'erne har uautoriseret indvandring (også betegnet ulovlig indvandring) til USA været et stærkt debatteret emne. Uautoriseret indvandring sker når immigranter rejser til USA i strid med landets føderale lovgivning. Således har USA eksempelvis etableret forskellige grænseovergangssteder langs deres grænser med både Canada og Mexico, hvor bl.a. immigranter skal passere og lade sig registrere såfremt de ønske at søge asyl eller lignende. Krydser immigranter derimod grænsen mellem disse grænseovergangssteder, er det ulovligt jf. føderal lovgivning, hvilket potentielt kan blive straffet med en bøde- eller fængselsstraf. Immigranter der krydser grænsen uden at lade sig registrere ved ved føromtalte grænseovergangssteder, bliver derfor betegnet som uautoriseret indvandrer. Tilsvarende vil immigranter, som har fået deres asyl-ansøgning eller lignende afvist, men forsat opholder sig i USA – til trods for at have modtaget et påbud om at forlade landet – også blive betegnet som uautoriseret indvandrer.
I 1986 blev "Immigration Reform and Control Act (IRCA)" vedtaget af kongressen og underskrevet af den daværende præsident, Ronald Reagan. Denne lov havde til hensigt at adressere de udfordringer, der på daværende tidspunkt var med det stigende antal af uautoriseret indvandrer. Loven gav dels amnesti til ca. 2,7 mio. uautoriseret indvandrer, som på daværende tidspunkt levede i USA, ligesom loven gav disse indvandre en fremtidig mulighed for at opnå amerikansk statsborgerskab. Derudover forsøgte loven at bremse det stigende antal af uautoriseret indvandrer, som man havde oplevet, ved at stramme lovgivningen på området. Således blev det bl.a. gjort ulovligt for amerikanske virksomheder bevist at ansætte uautoriseret indvandrer. Selvom loven havde en positiv indvirkning på forholdene for de indvandrer som opnåede amnesti og/eller statsborgerskab, så havde loven ikke den ønskede effekt på at bremse antallet af uautoriseret indvandrer. Således er det blevet estimeret, at antallet af uautoriseret indvandrer er steget fra ca. 1 mio. personer i 1970'erne til ca. 11-12 mio. i 2015.